# Lycothrissa crocodilus
Lycothrissa crocodilus är en fiskart som först beskrevs av Bleeker, 1851.  Lycothrissa crocodilus ingår i släktet Lycothrissa och familjen Engraulidae. IUCN kategoriserar arten globalt som livskraftig. Inga underarter finns listade i Catalogue of Life.